# Meyrieu-les-Étangs
Pour les articles homonymes, voir Meyrieu.
Meyrieu-les-Étangs est une commune française située dans le département de l'Isère, en région Auvergne-Rhône-Alpes.
Située dans la petite région du Nord-Isère, la commune est d'abord adhérente à la Communauté de communes de la région Saint-Jeannaise avant de rejoindre la communauté de communes Bièvre Isère en 2016.
Ses habitants se nomment les Meyruyards.

## Géographie

### Situation et description
La commune de Meyrieu-les-Étangs se situe dans le sud-est de la France dans le nord-ouest du département de l'Isère, dans la région naturelle des Terres froides, à 67 km au nord-ouest de Grenoble, préfecture du département de l'Isère, à 53 km au sud-est de Lyon, préfecture de la région Auvergne-Rhône-Alpes, à 312 km au nord de Marseille et 523 km au sud-est de Paris.
Les deux villes les plus proches de Meyrieu-les-Étangs sont Bourgoin-Jallieu située à 12 kilomètres et Saint-Jean-de-Bournay à 5 kilomètres.

### Communes limitrophes
| Artas                 | Saint-Agnin-sur-Bion |                          |
| Saint-Jean-de-Bournay | Meyrieu-les-Étangs   | Culin                    |
|                       | Châtonnay            | Sainte-Anne-sur-Gervonde |

### Climat
Pour des articles plus généraux, voir Climat d'Auvergne-Rhône-Alpes et Climat de l'Isère.
En 2010, le climat de la commune est de type climat des marges montargnardes, selon une étude du Centre national de la recherche scientifique s'appuyant sur une série de données couvrant la période 1971-2000. En 2020, Météo-France publie une typologie des climats de la France métropolitaine dans laquelle la commune est exposée à un climat de montagne ou de marges de montagne et est dans la région climatique  Moyenne vallée du Rhône, caractérisée par un bon ensoleillement en été (fraction d’insolation > 60 %), une forte amplitude thermique annuelle (4 à 20 °C), un air sec en toutes saisons, orageux en été, des vents forts (mistral), une pluviométrie élevée en automne (250 à 300 mm). 
Pour la période 1971-2000, la température annuelle moyenne est de 10,7 °C, avec une amplitude thermique annuelle de 17,6 °C. Le cumul annuel moyen de précipitations est de 989 mm, avec 9,5 jours de précipitations en janvier et 6,3 jours en juillet. Pour la période 1991-2020, la température moyenne annuelle observée sur la station météorologique de Météo-France la plus proche, « Bourgoin », sur la commune de Bourgoin-Jallieu à 11 km à vol d'oiseau, est de 12,4 °C et le cumul annuel moyen de précipitations est de 844,0 mm,. Pour l'avenir, les paramètres climatiques de la commune estimés pour 2050 selon différents scénarios d'émission de gaz à effet de serre sont consultables sur un site dédié publié par Météo-France en novembre 2022.

### Hydrographie
Le territoire communal est traversé par la Gervonde, une petite rivière, affluent de l'Amballon et sous-affluent du Rhône. La commune compte également de très nombreux étangs.

### Voies de communication

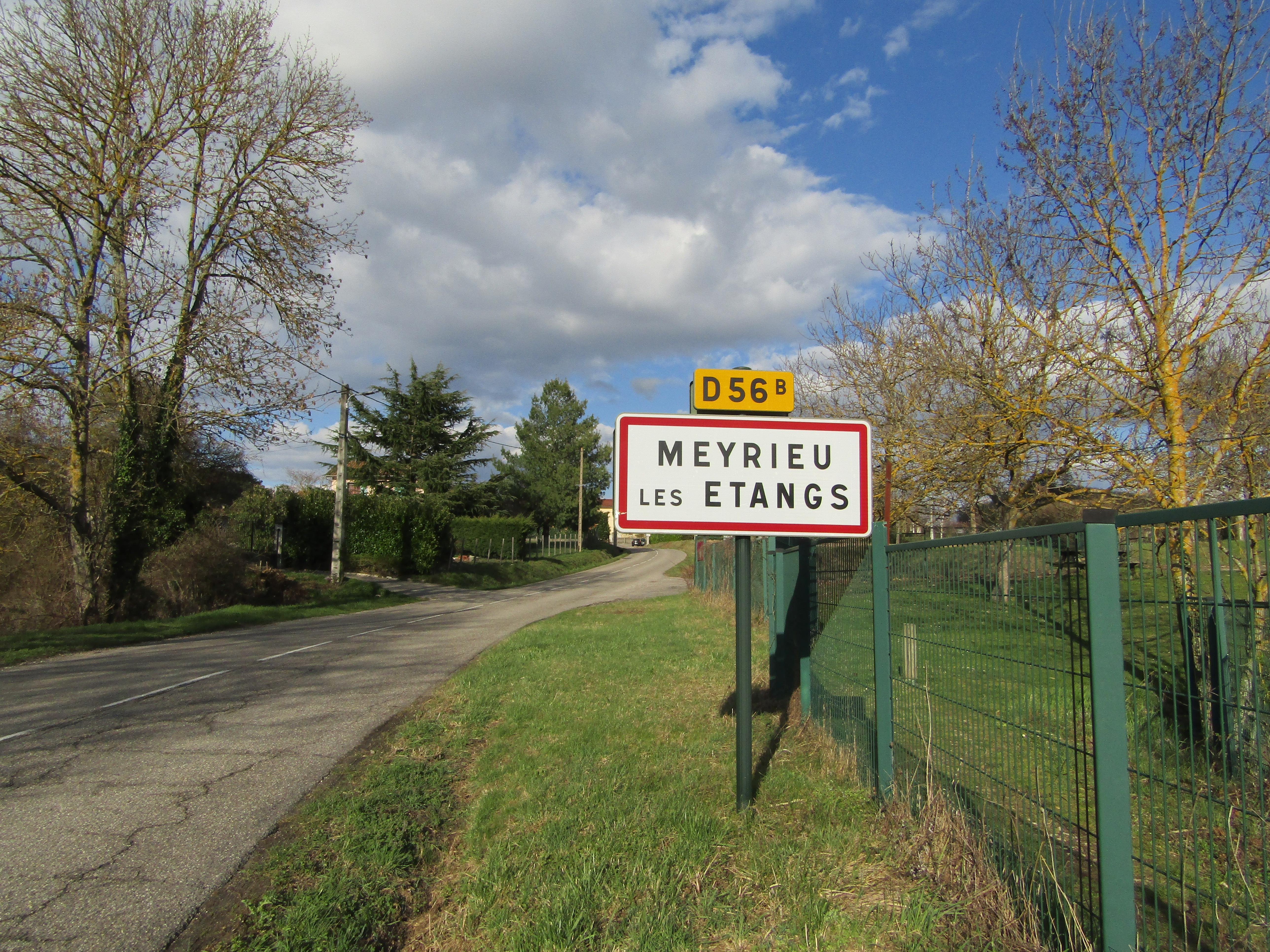
Entrée de Meyrieu-les-Étangs.

Le territoire de la commune est sillonné par deux routes départementales et plusieurs routes locales :
- la RD 522 correspond au tracé de l'ancienne route nationale 522 (RN 522) reliant Saint-Jean-de-Bournay à Lancin. Celle-ci a été déclassée en route départementale en 1972 ;
- la RD 56b reliant le bourg de Meyrieu à la commune de Châtonnay où elle rejoint la RD 502 ;
- une route permet de relier directement le bourg de Meyrieu au bourg de Sainte-Anne-sur-Gervonde ;
- une autre route (la RD23b) permet de relier directement le bourg de Meyrieu au bourg de Culin.

## Urbanisme

### Typologie
Au 1er janvier 2024, Meyrieu-les-Étangs est catégorisée commune rurale à habitat dispersé, selon la nouvelle grille communale de densité à sept niveaux définie par l'Insee en 2022.
Elle est située hors unité urbaine et hors attraction des villes,.

### Occupation des sols
L'occupation des sols de la commune, telle qu'elle ressort de la base de données européenne d’occupation biophysique des sols Corine Land Cover (CLC), est marquée par l'importance des territoires agricoles (67,8 % en 2018), en augmentation par rapport à 1990 (66,8 %). La répartition détaillée en 2018 est la suivante : 
terres arables (29,6 %), zones agricoles hétérogènes (29,6 %), forêts (21,2 %), prairies (8,6 %), zones urbanisées (7,7 %), eaux continentales (3,3 %). L'évolution de l’occupation des sols de la commune et de ses infrastructures peut être observée sur les différentes représentations cartographiques du territoire : la carte de Cassini (XVIIIe siècle), la carte d'état-major (1820-1866) et les cartes ou photos aériennes de l'IGN pour la période actuelle (1950 à aujourd'hui).

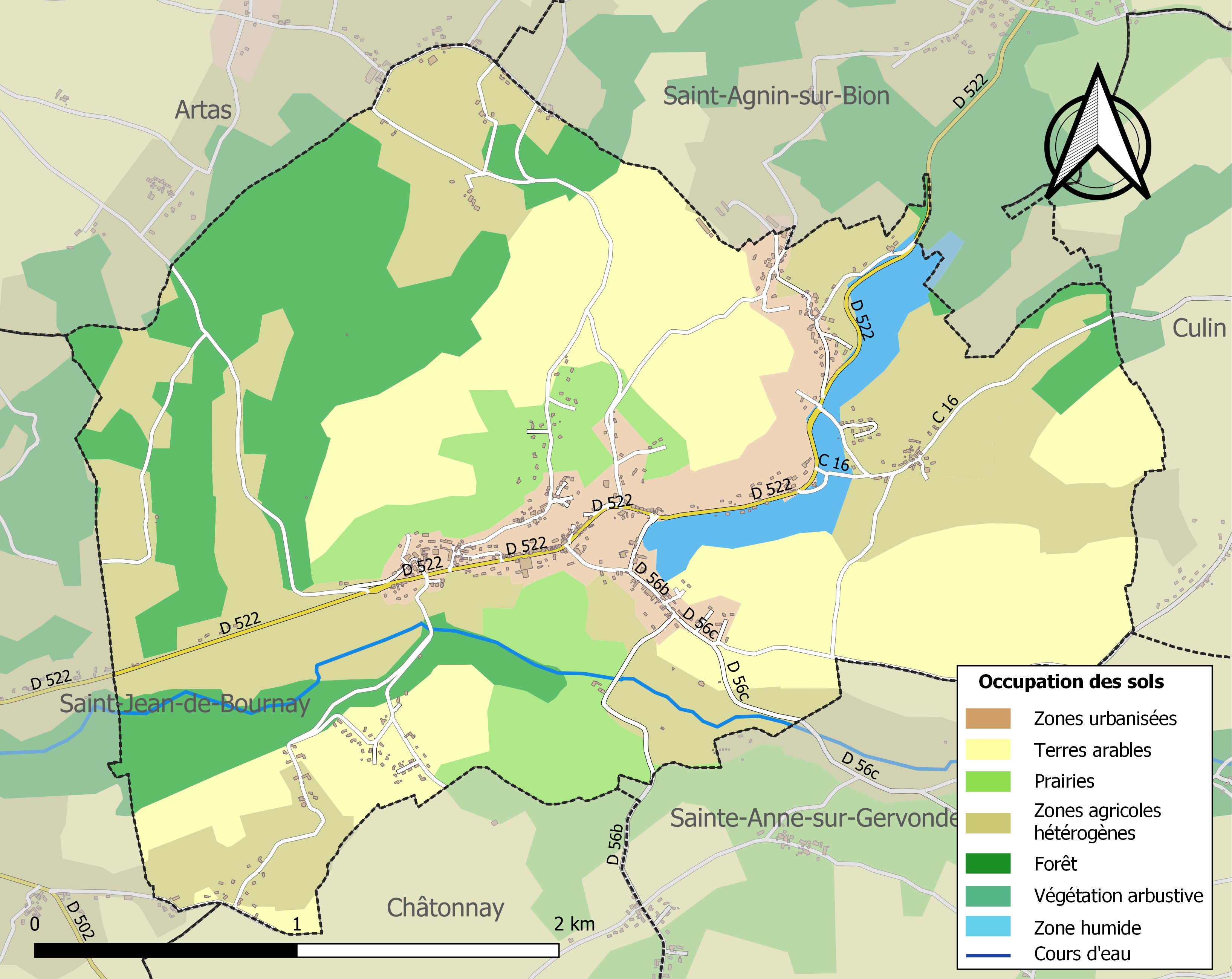
Carte des infrastructures et de l'occupation des sols de la commune en 2018 (CLC).

### Risques naturels et technologiques

#### Risques sismiques
L'ensemble du territoire de la commune de Meyrieu-les-Étangs est situé en zone de sismicité n°3, comme la plupart des communes de son secteur géographique.
| Type de zone | Niveau            | Définitions (bâtiment à risque normal) |
| ------------ | ----------------- | -------------------------------------- |
| Zone 3       | Sismicité modérée | accélération = 1,1 m/s2                |

## Toponymie
Dénommé Mairieu au XIIIe siècle, puis Meyrieu jusqu'en 1967, année où l'on rajoutât le terme « les étangs ». Le toponyme pourrait être lié à l'antique racine peu connue « Meyre » (voir Meyrié) ou, plus probablement, du nom de domaine d´origine gallo-romaine « Mariacum » dérivé avec l'ajout du suffixe -acum, du gentilice Marius.

## Histoire

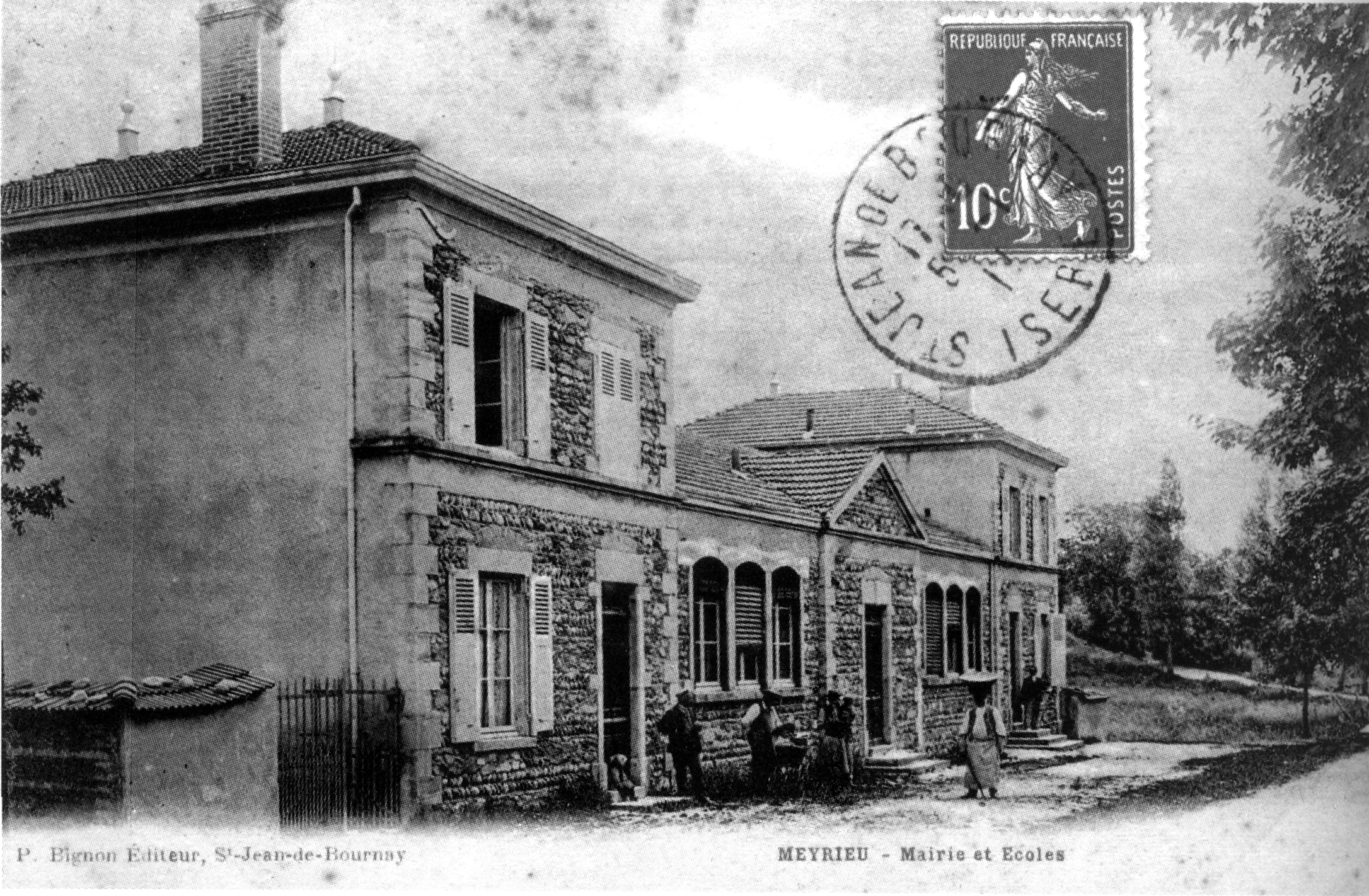
Meyrieu-les-Étangs en 1913

### Antiquité
Le secteur actuel de la commune de Meyrieu-les-Étangs se situe à l'ouest du territoire antique des Allobroges, ensemble de tribus gauloises occupant l'ancienne Savoie, ainsi que la partie du Dauphiné, située au nord de la rivière Isère.

## Politique et administration

### Liste des maires
| Période                                  | Période   | Identité          | Étiquette | Qualité                                                                              |
| ---------------------------------------- | --------- | ----------------- | --------- | ------------------------------------------------------------------------------------ |
| mars 1973                                | mars 2001 | Georges Colombier | UDF       | Conseiller général du Canton de Saint-Jean-de-Bournay (1982-2015) Député (1986-2012) |
| mars 2001                                | mars 2014 | Georges Saunier   | UMP       |                                                                                      |
| 2014                                     | En cours  | Alain Couturier   | SE        | Cadre                                                                                |
| Les données manquantes sont à compléter. |           |                   |           |                                                                                      |

### Jumelages
La commune est jumelée avec :
- Piringsdorf  (Autriche) depuis 1995[16].

## Population et société

### Démographie
L'évolution du nombre d'habitants est connue à travers les recensements de la population effectués dans la commune depuis 1793. Pour les communes de moins de 10 000 habitants, une enquête de recensement portant sur toute la population est réalisée tous les cinq ans, les populations de référence des années intermédiaires étant quant à elles estimées par interpolation ou extrapolation. Pour la commune, le premier recensement exhaustif entrant dans le cadre du nouveau dispositif a été réalisé en 2005.

En 2022, la commune comptait 1 029 habitants, en évolution de +3,83 % par rapport à 2016 (Isère : +3,07 %, France hors Mayotte : +2,11 %).
| 1793 | 1800 | 1806 | 1821 | 1831 | 1836 | 1841 | 1846 | 1851 |
| ---- | ---- | ---- | ---- | ---- | ---- | ---- | ---- | ---- |
| 566  | 591  | 649  | 658  | 719  | 722  | 664  | 639  | 713  |

| 1856 | 1861 | 1866 | 1872 | 1876 | 1881 | 1886 | 1891 | 1896 |
| ---- | ---- | ---- | ---- | ---- | ---- | ---- | ---- | ---- |
| 657  | 648  | 634  | 636  | 627  | 606  | 600  | 597  | 577  |

| 1901 | 1906 | 1911 | 1921 | 1926 | 1931 | 1936 | 1946 | 1954 |
| ---- | ---- | ---- | ---- | ---- | ---- | ---- | ---- | ---- |
| 536  | 590  | 603  | 565  | 531  | 493  | 470  | 447  | 473  |

| 1962 | 1968 | 1975 | 1982 | 1990 | 1999 | 2005 | 2006 | 2010 |
| ---- | ---- | ---- | ---- | ---- | ---- | ---- | ---- | ---- |
| 469  | 423  | 416  | 495  | 551  | 725  | 764  | 757  | 868  |

| 2015 | 2020  | 2022  | - | - | - | - | - | - |
| ---- | ----- | ----- | - | - | - | - | - | - |
| 969  | 1 027 | 1 029 | - | - | - | - | - | - |

### Enseignement
La commune est rattachée à l'académie de Grenoble. Il n'existe qu'une école maternelle et élémentaire, située dans le village et présentant un effectif officiel de cent-dix élèves pour la rentrée de l'année scolaire 2018-2019.

### Sports et loisirs
La commune de Meyrieu les étangs comprend plusieurs clubs sportifs tels que du handball(ASMHB),de la gym,du ping pong,du football...

### Médias
Presse régionale
Historiquement, le quotidien à grand tirage Le Dauphiné libéré consacre, chaque jour, y compris le dimanche, dans son édition du Nord-Isère, un ou plusieurs articles à l'actualité du canton, quelquefois de la commune, ainsi que des informations sur les éventuelles manifestations locales, les travaux routiers, et autres événements divers à caractère local.

### Cultes
La communauté catholique et l'église de Meyrieu-les-Étangs (propriété de la commune) dépendent de la paroisse Saint Hugues de Bonnevaux (relais des étangs) qui est, elle-même, rattachée au diocèse de Grenoble-Vienne.

## Culture locale et patrimoine

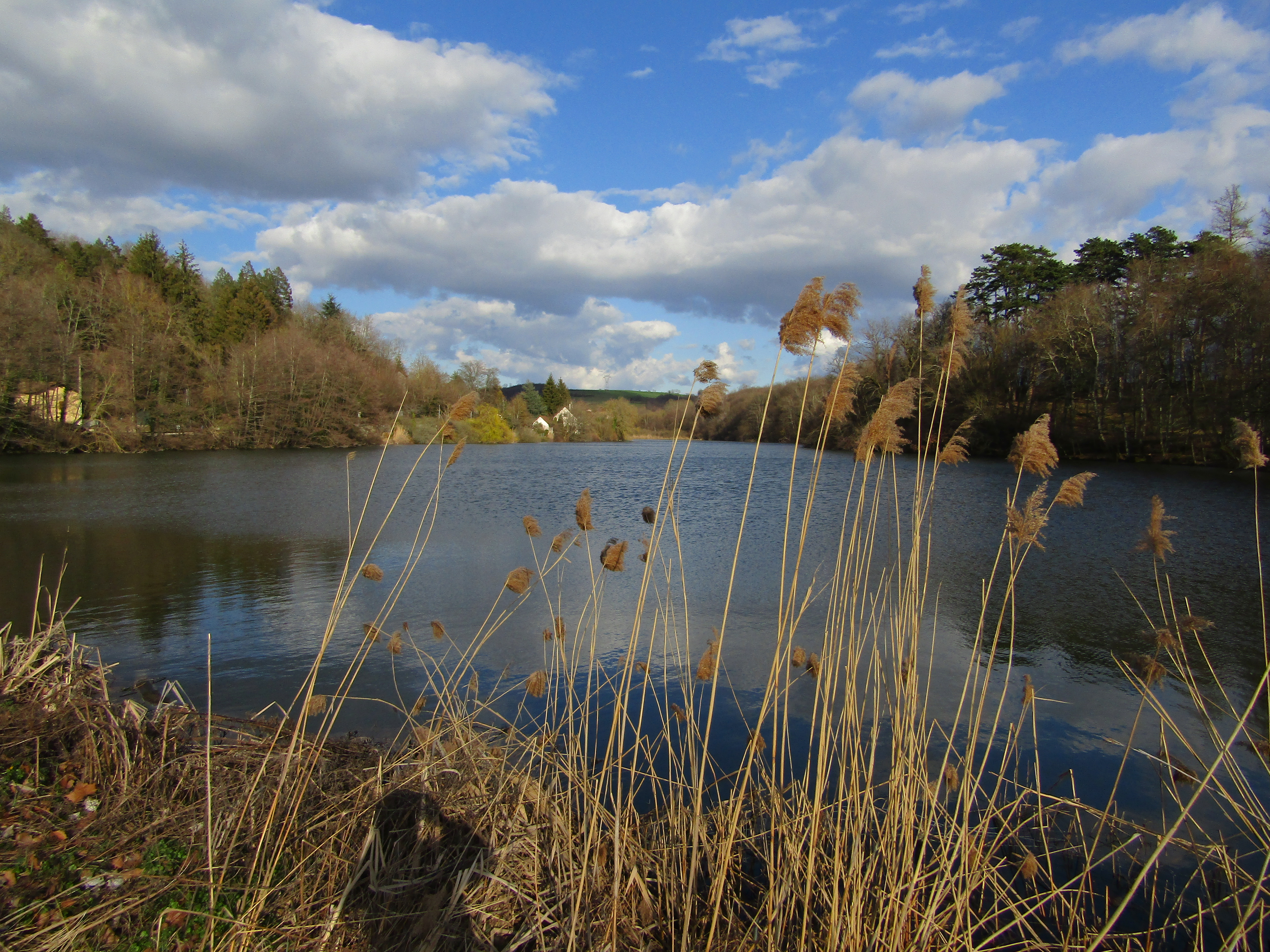
Étang de la Roche

### Patrimoine architectural
- Église Saint-Clair de Meyrieu-les-Étangs du XIXe siècle.
- L'ancien presbytère
- La Ciste
- Le clocher de Boucharin
- Le monument aux morts communal
- Les croix
- Les maisons en pisé

### Patrimoine naturel
- Espace naturel sensible de l'étang de Montjoux[23]
- Base de loisirs du Moulin

### Héraldique
|  | Meyrieu-les-Étangs possède des armoiries dont l'origine et le blasonnement exact ne sont pas disponibles. |